# アルベール・リンチ
アルベール・リンチ（フランス語: Albert Lynch, スペイン語名 アルベルト・フェルナンド・リンチ (スペイン語: Alberto Fernando Lynch), 1861年3月21日 - 1950年3月20日）はペルー人の父親とドイツ人の母親を持つ画家で、主にフランスで活動した。女性を描くのを得意とした。

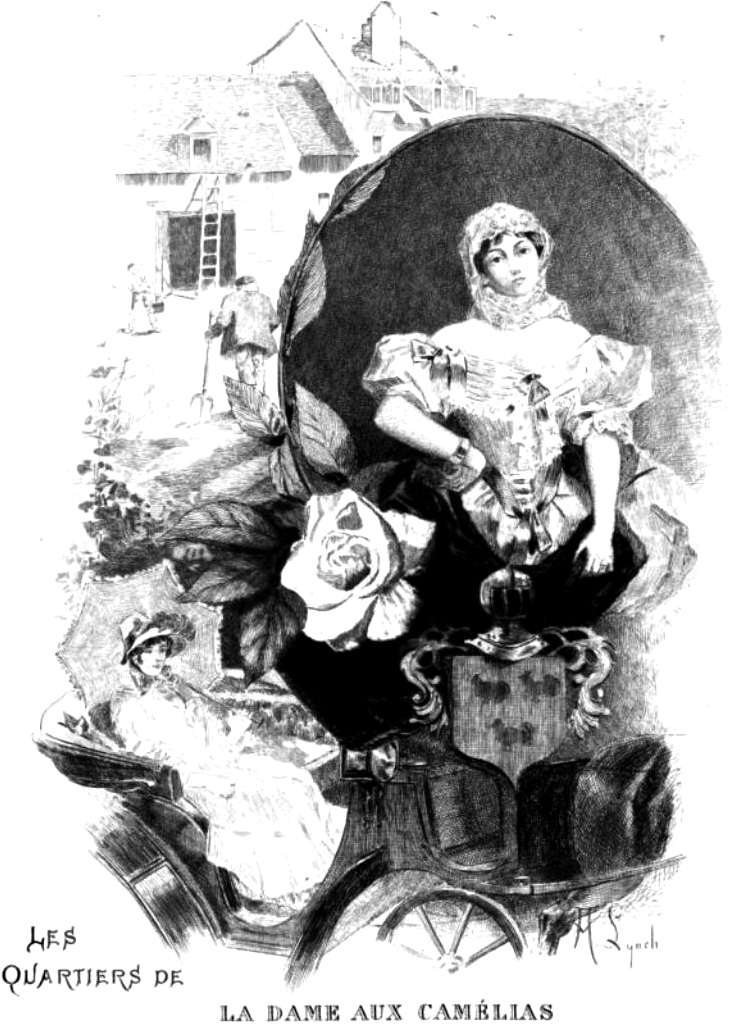
『椿姫』の挿絵

## 略歴
バイエルン王国のグライスヴァイラーで生まれた。父親はペルーのトルヒーリョ出身の画家で、母親はドイツ人の画家の娘とされる。幼いころにパリに移った。普仏戦争後のフランスでは反独感情が高かったので、自らをトルヒーリョかリマで生まれたペルー人であると自称した。
パリのエコール・デ・ボザールに入学し、ウィリアム・アドルフ・ブグローやアシル・ノエル、アンリ・ラマン、ガブリエル・フェリエールらに学んだ。1879年にサロン・ド・パリに出展し、1900年のパリ万国博覧会の展覧会では金メダルを受賞した。書籍の挿絵も描き、アレクサンドル・デュマ・フィスの『椿姫』やオノレ・ド・バルザックの『ゴリオ爺さん』、アンリ・ベックの『パリジャン』の挿絵も描いた。
1930年にモナコに移り、1950年にモナコで没した。

## 作品

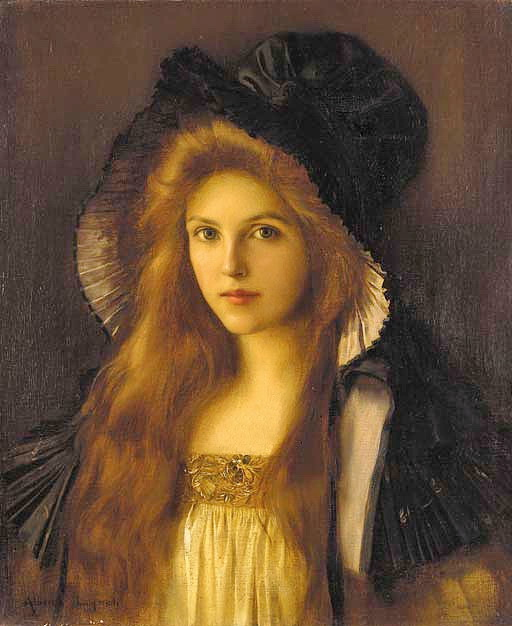
" Beautiful Betty" (c.1890)
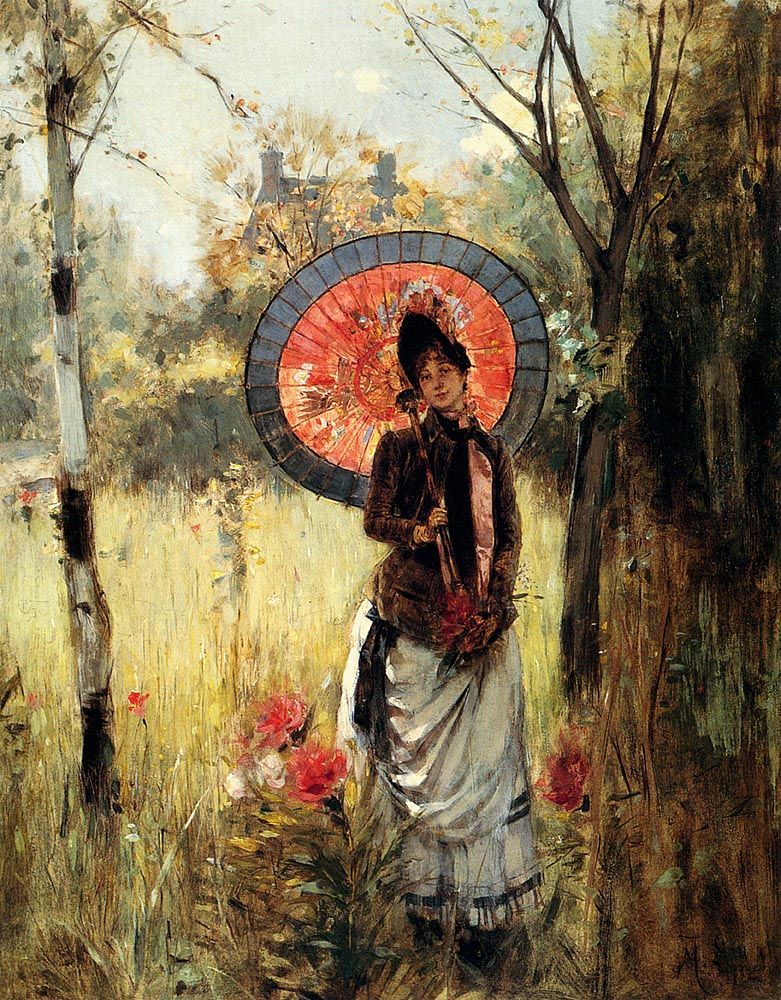
"A Summer Stroll"
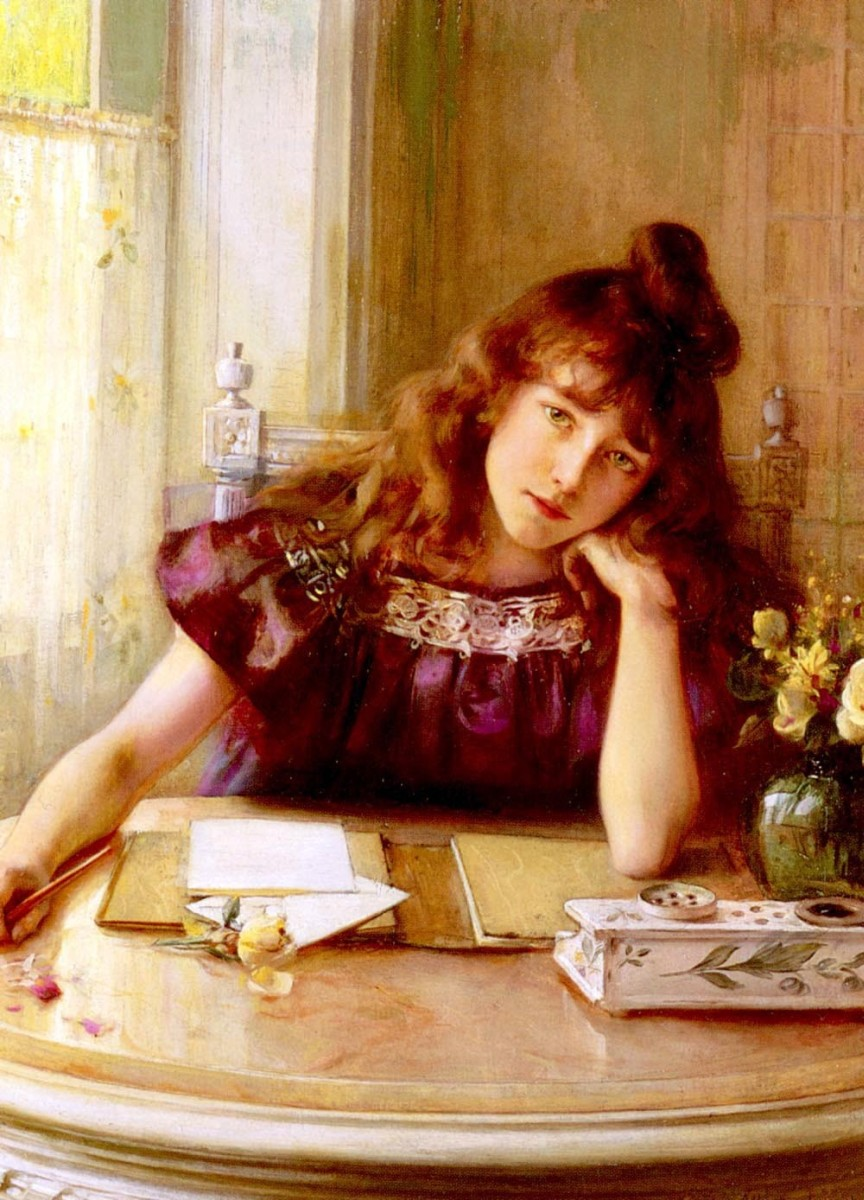
「手紙」
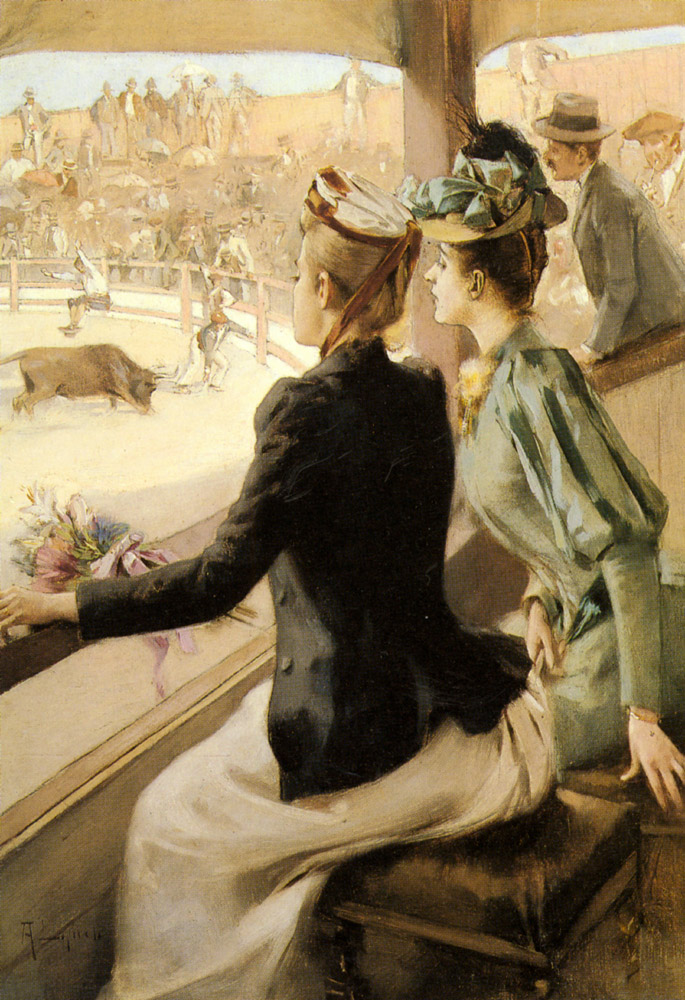
「闘牛場」